# Assam-Kurzschwert
Das Assam-Kurzschwert  ist eine Waffe aus Indien.

## Beschreibung
Das Assam-Kurzschwert hat eine gerade, einschneidige Klinge. Die Klinge beginnt am Heft rund, wird zum Ort hin flach und ist dort umlaufend scharf. Kurz vor dem Ort ist ein kleiner, scharfer Haken ausgearbeitet. Der Ort ist breit aufgeformt und am Ende abwärts gebogen. Das Heft besteht aus gegossenem Messing, ist rund und mit einem Handschutz versehen. Der Knauf ist trichterförmig gearbeitet und meist mit einem farbigen Büschel aus Tierhaaren verziert. Es gibt verschiedene Versionen dieser Waffe, die sich in Form und Verzierung unterscheiden. Das Assam-Kurzschwert wird von Ethnien in Indien benutzt.